# SN 1952B
SN 1952B – supernowa odkryta 31 stycznia 1952 roku w galaktyce A092600+2927. W momencie odkrycia miała maksymalną jasność 17,80m.